# Dark Lady
Dark Lady − jedenasty solowy album amerykańskiej piosenkarki Cher. Został wydany w maju 1974 roku nakładem wytwórni MCA. Po sukcesie poprzedniego albumu Half-Breed, Cher ponownie współpracowała z producentem muzycznym Snuffem Garrettem. Pierwszym singlem promującym album został utwór „Dark Lady”, który uplasował się na pierwszym miejscu notowania Billboard Hot 100 w Stanach Zjednoczonych.
Album osiągnął umiarkowany sukces na listach przebojów, docierając do 69 miejsca Billboard 200.

## Lista utworów
| Pierwsza strona | Pierwsza strona                           | Pierwsza strona | Pierwsza strona |
| Nr              | Tytuł utworu                              | Autorzy         | Długość         |
| --------------- | ----------------------------------------- | --------------- | --------------- |
| 1.              | „Train Of Thought”                        | Alan O'Day      | 2:34            |
| 2.              | „I Saw A Man And He Danced With His Wife” | Johnny Durrill  | 3:13            |
| 3.              | „Make The Man Love Me”                    | Cynthia Weil    | 3:17            |
| 4.              | „Just What I've Been Lookin' For”         | Alan O'Dell     | 2:36            |
| 5.              | „Dark Lady”                               | Johnny Durrill  | 3:26            |
|                 |                                           |                 | 15:06           |

| Druga strona | Druga strona                          | Druga strona              | Druga strona |
| Nr           | Tytuł utworu                          | Autorzy                   | Długość      |
| ------------ | ------------------------------------- | ------------------------- | ------------ |
| 1.           | „Miss Subway Of 1952”                 | Cain                      | 2:16         |
| 2.           | „Dixie Girl”                          | Johnny Durrill            | 3:26         |
| 3.           | „Rescue Me”                           | Raynard Miner, Carl Smith | 2:22         |
| 4.           | „What'll I Do”                        | Berlin                    | 2:28         |
| 5.           | „Apples Don't Fall Far From The Tree” | Stone                     | 3:21         |
|              |                                       |                           | 13:53        |

## Notowania
| Notowanie (1974)                   | Najwyższa pozycja |
| ---------------------------------- | ----------------- |
| Australia (ARIA)                   | 86                |
| Kanada (Billboard Canadian Albums) | 33                |
| Stany Zjednoczone (Billboard 200)  | 69                |